# Teatro antiguo de Sanxay
El teatro antiguo de Sanxay es un edificio de espectáculos situado en la comuna francesa de Sanxay, en el departamento de Vienne.
Se encuentra dentro del yacimiento arqueológico de Sanxay, que también incluye un templo, termas y edificios de servicio. Construido en la ladera de un río, tiene una capacidad de unas 6600 personas. Las excavaciones se realizaron en el siglo XIX y desde las últimas décadas del siglo XX. No se puede definir la fecha precisa de su construcción, ni la de su abandono, pero el sitio de Sanxay, en general, se abandona gradualmente en el siglo IV.

## Ubicación y entorno arqueológico
En la geografía francesa contemporánea, Sanxay se sitúa en el extremo occidental del departamento de Vienne, en contacto con los Deux-Sèvres, a unos treinta kilómetros al oeste de Poitiers.
En la antigüedad, el emplazamiento de Sanxay estaba situado en el borde de un corredor de tráfico que unía las provincias del norte de la Galia con Gran Bretaña, por un lado, y las regiones del sur con España, por otro. La proximidad de Lemonum (Poitiers) desempeña sin duda un papel importante.
El santuario rural, muy probablemente un complejo termal, cuyos restos se extienden, en el estado actual de los conocimientos, sobre 20 hectáreas, se inscribe casi en su totalidad en el lóbulo convexo de un meandro del Vonne, sobre un terreno aluvial. El teatro es una excepción, construido en la orilla opuesta, donde el río ha reosuonado el sustrato y donde la pendiente natural del terreno es pronunciada: esto permite construir el teatro contra esta pendiente y reducir la mampostería de la cávea.
Está abierto hacia el noroeste, en dirección a los principales edificios de culto del santuario, al otro lado del Vonne, y en particular de un tholos desaparecido en el siglo XIX, pero que se encontraba en el centro de una amplia explanada; está calificado como «pequeño templo» en el listado de Camille de La Croix. 

## Excavaciones e investigaciones

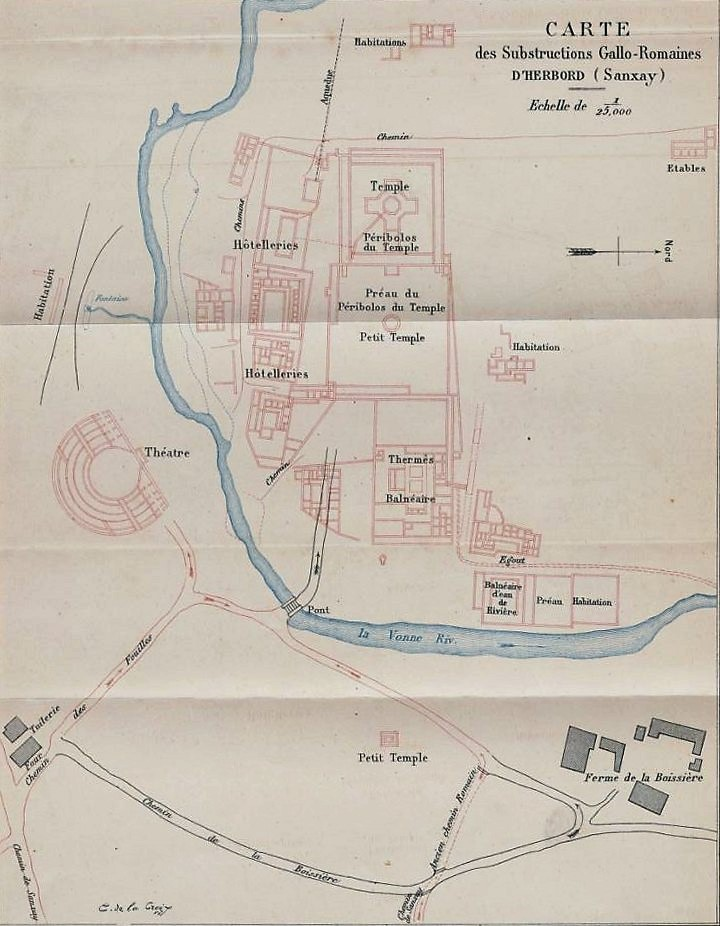
Estudio de los restos de Sanxay por Camille de la Croix.

La ubicación de los vestigios se conocía desde hacía mucho tiempo, y las ruinas se habían utilizado como cantera de piedra, pero no fue hasta 1865 cuando la Société des antiquaires de l'Ouest encargó a una comisión la realización de los primeros estudios del yacimiento.
De febrero de 1881 a octubre de 1883, el padre jesuita Camille de La Croix emprendió un trabajo sistemático de limpieza de las ruinas, pero como el terreno fue simplemente alquilado para la duración de las excavaciones, tuvo que trabajar rápidamente y rellenar las excavaciones al final de la operación. Se realizaron planos precisos del yacimiento, se hicieron dibujos, se tomaron algunas fotos y se publicó una obra, pero las técnicas de excavación que se utilizaban entonces y la debilidad de la documentación escrita provocaron una importante e irremediable pérdida de información. En cuanto a los objetos encontrados, no fueron descritos ni enumerados, y algunos de ellos fueron dispersados, entre otros por los excavadores que los distribuyeron entre sus amigos. Fue en 1882 cuando varios restos fueron clasificados como monumentos históricos.

## Descripción et datación

Plano esquemático del teatro.

El monumento de Sanxay no se ajusta a la planta de un teatro romano clásico: su cávea va más allá del semicírculo; su orquesta es casi circular y ningún edificio importante cierra el fondo del escenario. Pertenece al grupo de edificios mixtos. Este tipo de monumento, cuya denominación (anfiteatro o teatro) aún se discute, solo se encuentra en la Galia, y principalmente, como en Sanxay, en conjuntos monumentales rurales; es posible que esta disposición permita su utilización para espectáculos más diversos.
El teatro mide 88,60 m de diámetro exterior y su orquesta, que es casi perfectamente circular, mide 37,80 m de diámetro. En esta configuración, la capacidad del monumento se estima en 6600 espectadores.

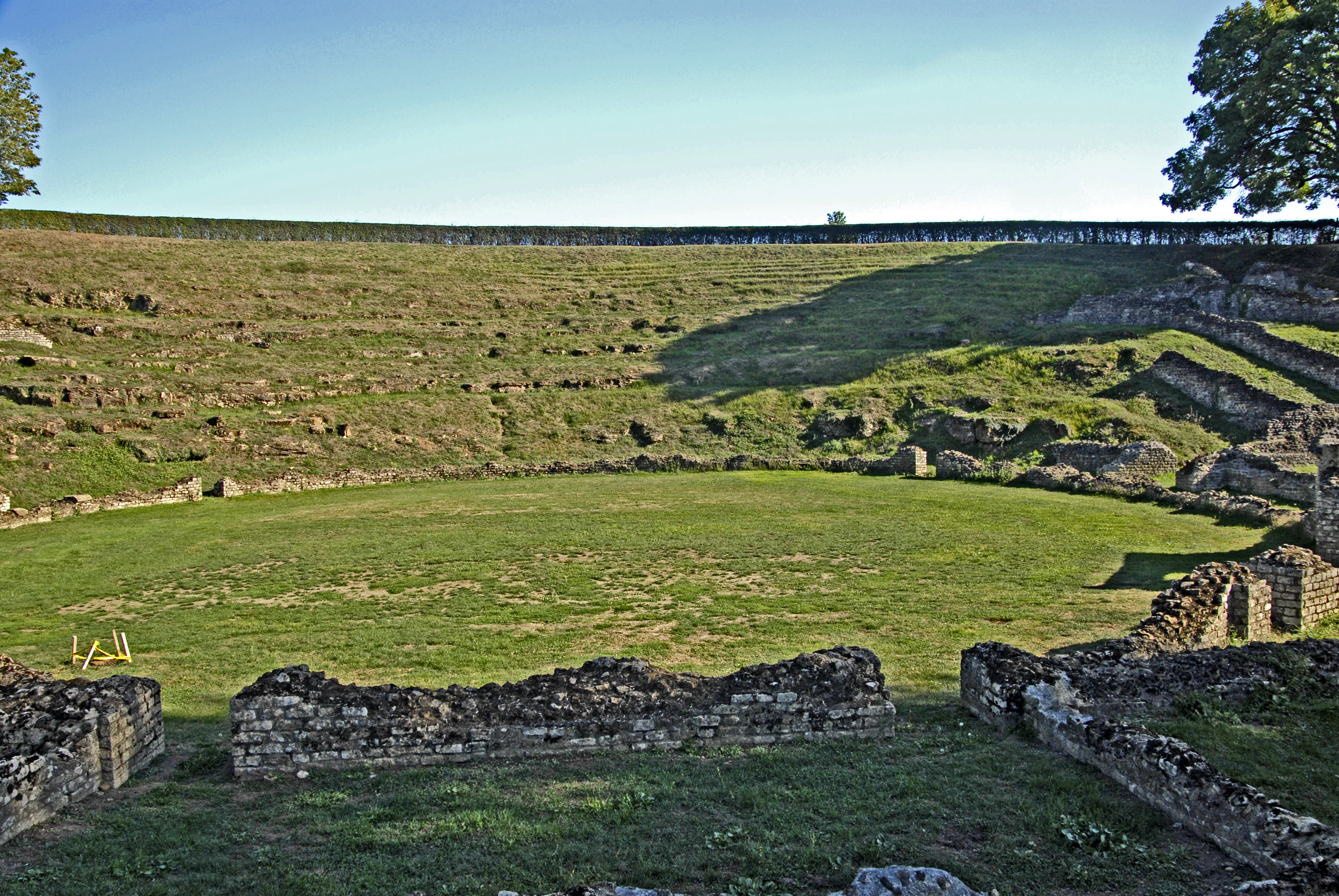
Vista de la cávea.

La cávea, cuya pendiente media en el eje del teatro es del 40%, se apoya en una serie de paredes curvas que la dividen en tres zonas: en la parte inferior, cerca de la orchestra, las primeras filas de asientos están reservadas para los notables. Al suroeste, en la primera fila, una pequeña caja semicircular es probablemente la de un magistrado. Los muros, que casi no tienen cimientos, se construyeron en opus vittatum directamente de mampostería calcárea sobre la roca  y soportaban gradas de madera. Aunque la madera ha desaparecido, los numerosos clavos encontrados en las excavaciones del teatro atestiguan este método de construcción. Los espacios entre los muros laterales y las gradas superiores pueden haber sido utilizados como locales de servicio. Grandes bloques de piedra caliza blanca forman el coronamiento del muro que rodea la orchestra.
La última fila de gradas es unos 14 m más alta que la scena. A las gradas se accede por dos pasillos de 4,0 m de ancho  que también dan acceso a la orchuestra y por dos conjuntos de dos vomitorios de menor anchura, un tercio (2,60 m de ancho)) y dos tercios (1,40 m de ancho)) de la altura de la cávea, pero que discurren paralelos a los pasillos principales  y a las curvas de nivel. Los pasillos que conducen a la orchuestra , que están apuntalados, pueden haber sido abovedados para soportar los asientos, pero es imposible asegurarlo.
Un muro de unos 2 m de altura separa la orquesta de la primera fila de escaleras.
En la orchuestra se encuentra un manantial, pero las excavaciones recientes no han revelado ninguna instalación para su recogida. En el borde de la orchuestra en el lado opuesto de la áavea, una pequeña construcción de no más de un metro de altura es seguramente la base de un altar o de un pequeño templo.
No se conoce la altura de la pared frontal. Mientras que Camille de La Croix opina que este muro cierra el teatro en toda su anchura y le atribuye una altura de 14 m, Jean-Camille y Jules Formigé consideran que solo sirve para cerrar las gradas y que su altura disminuye a medida que uno se acerca al centro del monumento. Esta segunda propuesta, que permite a los espectadores, dada la orientación del teatro, tener siempre a la vista los edificios de culto del lugar, parece imponerse a la vista de las observaciones más recientes.

Hipótesis para la representación de la pared de la scena.

Ciento cuarenta y tres fragmentos de inscripciones fueron encontrados por Camille de la Croix durante la excavación del teatro. Más de un centenar han desaparecido desde entonces y no es posible, sobre la base de los elementos que se han conservado, que incluso pueden no proceder todos del propio monumento, proponer una fecha fiable para su construcción. De La Croix sugiere una fecha tardía (siglo  o III), pero no hay pruebas que lo confirmen. La forma y la arquitectura del monumento no aportan más información al respecto. El abandono del teatro pudo coincidir con el declive general del emplazamiento de Sanxay durante el siglo IV.